# Montagne de Rigaud
Pour les articles homonymes, voir Rigaud.
La montagne de Rigaud ou mont Rigaud, autrefois mont Oscar, est une colline dans la municipalité régionale de comté de Vaudreuil-Soulanges au Québec (Canada), située dans la région administrative de la Montérégie. Elle couvre une partie du territoire des municipalités de Rigaud, Sainte-Marthe et Très-Saint-Rédempteur.

## Toponymie
Le nom de l'entité officialisé en 1968 est montagne de Rigaud. Le nom de la colline provient de celui de la seigneurie de Rigaud, lui-même provenant des noms de Pierre de Rigaud de Cavagnial et Pierre-François de Rigaud, à qui a été concédée la seigneurie en 1732. La colline était autrefois connue sous le nom de mont Oscar, qui avait été d'abord celui d'un bureau de poste en 1862,.
La colline est appelée mont Rigaud selon l'usage courant, comme en témoignent les appellations utilisés par les établissements y ayant des activités,, la documentation officielle des instances municipales ou les médias,.
Le toponyme du lac des Deux Montagnes proviendrait, selon l'une des deux hypothèses, de la paire formée des collines d'Oka et de la montagne de Rigaud, situées de part et d'autre du lac. Ces deux points de repère dominent le paysage sur le lac, à la hauteur de l'île de Montréal, par où arrivaient les premiers explorateurs.

## Géographie

### Topographie
La montagne de Rigaud atteint une altitude de 221 m. La colline est ovale, s'étire sur une longueur de 10 km et couvre 47 km2.

### Géologie
La montagne de Rigaud se situe dans la province géologique de Grenville. Elle est enveloppée par les roches sédimentaires des basses-terres du Saint-Laurent. La base d’appui précambrienne de la montagne de Rigaud est un gneiss granitique de Grenville. Son environnement est fait de grès de la formation de colline de Covey (groupe de Potsdam). La montagne de Rigaud est un pluton de syénite et de granite. L’intrusion est de forme circulaire et se divise en trois sections : un noyau de granite situé aux alentours du sanctuaire Notre-Dame-de-Lourdes et du point de vue, un anneau intérieur de syénite silicate de feldspath de part et d’autre du chemin Saint-Georges et un anneau extérieur de syénite silicate sur les flancs sud (chemin Saint-Henri à Sainte-Marthe) et est (chemin Saint-Georges Est).
L’analyse pétrologique suggère que la roche du pluton de Rigaud provient d’une intrusion de l’âge datant d’environ 564 Ma s’étant produite lors du rift associé à l’ouverture de l’océan Iapétus et de la formation du graben du Saint-Laurent – Outaouais. Des études plus anciennes la situaient plutôt vers -450 Ma ou au Cambrien supérieur à Ordovicien inférieur. La roche de la montagne de Rigaud est de même origine que la syénite à Chatham-Grenville à 50 km de là. Plusieurs intrusions liées au rift montrent au Québec une activité volcanique répandue à l'époque. La montagne de Rigaud et le site de Chatham-Grenville sont les deux seules intrusions connues de sursaturation de silice et de syénite. Ces deux collines présentent des compositions pétrologiques, minéralogiques et géochimiques presque identiques. L'intrusion de Sept-Îles est également saturée en silice. Les autres formations associées aux grabens du Saint-Laurent et de l'Outaouais comprennent entre autres à Baie-des-Moutons et Chicoutimi, non saturés en silice.
De fortes concentrations de SiO2 sont observées, en ordre décroissant, dans le secteur du sanctuaire et du point de vue, sur les flancs est et sud, puis dans l'anneau intérieur. Les secteurs où la concentration de SiO2 est forte voient leurs concentrations en oxydes de calcium (CaO), de titane (TiO2), d'aluminium (Al2O3) et de fer (Fe2O3). Les éléments du thorium, de l'yttrium, du niobium et du zirconium sont également abondants sur la montagne de Rigaud, de même que les terres rares. La composition chimique des trois secteurs sur la montagne de Rigaud sont typiques des granites de type A. L'origine en serait un fractionnement du magma basaltique parent concurrent avec une assimilation de la croûte terrestre.
La montagne de Rigaud comporte beaucoup de pierres parsemant le boisé qui le couvre. Il s'agit de moraine de fond : des morceaux de rocs qu'un glacier a arrachés à son lit, le socle rocheux du bouclier canadien, morceaux qu'il a réduits et arrondis en roulant dessus, les transportant et les perdant dans cette cuvette, il y a quelques milliers d'années, à la fin de la glaciation du Wisconsin.

### Hydrographie
La montagne de Rigaud ne comporte pas de cours d'eau ni lac géologique. Les eaux de ruissellement du mont se divisent entre les bassins de la rivière Rigaud, qui coule dans la plaine à l'ouest de la montagne, et de la rivière à la Raquette, laquelle suit un cours sinueux à l'est. Le lac de la Foulée du Cerf se trouve sur le mont.

### Flore et faune
La montagne de Rigaud est presque entièrement boisée. Elle abrite l'une des deux seules forêts anciennes de la Vallée-du-Haut-Saint-Laurent. La forêt y est généralement intermédiaire, avec des aires matures sur le flanc nord.  La montagne est peuplée d'érablières à hêtraie.
Plus de 240 espèces d'oiseaux y nichent ou y séjournent, notamment le pic à tête rouge, la paruline azurée, le bruant sauterelle, la buse à épaulettes, le dindon sauvage, la gélinotte huppée, le hibou, la chouette. Plus de trente espèces de mammifères y sont répertoriés, dont le cerf de Virginie, le coyote, le renard roux, le pékan. Une quinzaine d'espèces de reptiles et d’amphibiens y ont également leur habitat.

## Histoire
La concentration de pierres arrondies nues dans le secteur près du sanctuaire Notre-Dame-de-Lourdes, sur le flanc ouest de la montagne, a donné lieu à la légende des guérets de Rigaud. Ce lieu appelé le champ de guérets, le champ du diable ou le champ de patates est la manifestation de la colère de Dieu contre ceux qui n'assistent pas à la messe du dimanche,,,.

### Faits divers
Charles Wilson, membre du gang ayant attaqué le 8 août 1963 le train postal Glasgow-Londres pour s'emparer d'un butin de 2,6 millions de livres sterling (l'équivalent de 68 millions de dollars actuels), est condamné à 30 ans de détention. Il s'évade, le 12 août 1964, de la Winson Green Prison à Birmingham, en Angleterre, en moins de trois minutes. Deux semaines après son évasion, il se fait faire une chirurgie plastique à Paris. En novembre 1965, Wilson visite à Mexico ses compères Bruce Reynolds et Buster Edwards. Ensuite, toujours en cavale, il s'établit dans une résidence de Mountain Ranches sur la montagne de Rigaud, où les grandes propriétés retirées et entourées d'arbres permettent de se cacher. Wilson vit à Rigaud sous le nom de Ronald Alloway, emprunté d'un commerçant de Fulham. Il se joint à un club de golf privé et participe aux activités de la communauté. Il est capturé en janvier 1968 par Tommy Butler après une visite de son beau-frère durant les Fêtes de Noël. Scotland Yard attendit trois mois pour l'arrêter, espérant que Wilson les mènerait à Reynolds, le dernier suspect toujours recherché. Plusieurs personnes de Rigaud signent une pétition pour que l'épouse de Wilson et ses trois filles puissent demeurer dans la région de Montréal. Wilson est libéré en 1978, après avoir purgé le tiers de sa peine. Il est retrouvé mort, tué dans un règlement de comptes à Marbella, Espagne le 24 avril 1990. Son meurtre pourrait être lié à une dénonciation dans une activité de trafic de drogues. Il est enterré au cimetière de Streatham.

## Activités

### Activité minière
L’église Sainte-Madeleine de Rigaud, l’ancien couvent de la même ville de même que l’église Très-Saint-Rédempteur auraient été construits avec des blocs de granit brun provenant de la terrasse Les Guérets de la montagne de Rigaud.

### Habitat
Bien que le mont soit presque entièrement boisé, l'occupation du territoire y est assez importante. Certains secteurs au décor champêtre sont habités.

### Loisirs et plein air
Plusieurs activités de loisir et de plein air y ont cours, notamment la station de ski Mont Rigaud, le vélo de montagne ou encore les parcours dans les arbres chez Arbraska et au parc-aventure du Mont-Rigaud.
Les sentiers de l'Escapade, qui sont à part du centre de ski Mont-Rigaud, sont composés de 27 km de sentiers accompagnés de 25 panneaux d'interprétation, d'aires de repos et de services. Il s'agit là des seuls sentiers officiels du mont Rigaud où l'on peut pratiquer la randonnée pédestre, la course, l'ornithologie, la biologie, la marche en raquettes, le ski de fond et l'équitation. Le vélo, le camping, le motocross, la motoneige, la cueillette et la chasse y sont interdits.
Arbraska est un parc comprenant 8 parcours d'arbres et plus de 135 jeux. Il comporte entre autres 34 tyroliennes, dont certaines de plus de 200 m de hauteur. Ce site compte le parcours désigné La Rafale, le parcours d'arbres le plus extrême au Québec. Le parc offre également du rallye GPS en forêt, du Tarzan coaching et des parcours de nuit. Les amateurs peuvent également pratiquer le paintball sur le site de Warzone Paintball Rigaud.
Une croix illuminée sur le sommet de la montagne est visible la nuit. Le sanctuaire Notre-Dame-de-Lourdes, lieu de pèlerinage érigé par les clercs Saint-Viateur du collège Bourget il y a 135 ans, se trouve au pied du mont Rigaud,,. Il attire 40 000 pèlerins par an. Deux des trois sites du festival des couleurs de Rigaud se trouvent sur la montagne de Rigaud, soit au sanctuaire et à la station de ski. Le festival qui a lieu pendant trois jours au début d'octobre de chaque année, a accueilli 35 000 visiteurs à sa 15e édition en 2012. Les retombées économiques pour les commerces locaux sont estimées à 2 millions de dollars,.
Les érablières du mont sont exploitées à des fins commerciales, soit comme cabane à sucre et hébergement rustique comme à la sucrerie de la Montagne, soit pour la production et la vente de sirop d'érable comme à l'érablière des Roy. Quelques établissements d'hébergement de nature champêtre sont situés sur la montagne de Rigaud, à l'instar de l'auberge des Gallant, réputée pour sa cuisine mettant souvent en valeur les produits de l'érable, l'auberge du Mont-Rigaud, ou encore des gites comme la Villa Oracle, le Point de Vue et Au versant de la Montagne. Par ailleurs, le camping Plein Bois, situé sur le flanc sud, compte 414 emplacements.

### Protection environnementale
La municipalité régionale de comté de Vaudreuil-Soulanges et les municipalités touchant la montagne de Rigaud ont conclu une entente non juridique afin d'y protéger la flore et la faune par des restrictions sur l’utilisation du sol et le développement volontaire. La municipalité de Rigaud applique différentes dispositions réglementaires sur la partie de la montagne à l'intérieur de son territoire. Ces dispositions reprennent les principes fondamentaux du développement durable. Elles comprennent l’application d’une bande de protection riveraine de 35 mètres le long des cours d'eau, une limite de déboisement maximale de 1 000 m2 par terrain, un zonage de faible densité.
En 2012, une superficie de 110,5 hectares de la montagne de Rigaud à Sainte-Marthe devient protégée en raison de l'acquisition de propriétés par l'organisme Nature-Action Québec avec une aide financière de différents organismes gouvernementaux et régionaux, dans le cadre du Corridor vert de Vaudreuil-Soulanges. Le Corridor vert est une initiative qui vise à protéger et à mettre en valeur l'intégrité de la couronne boisée au sud du lac des Deux Montagnes par le biais d'ententes de conservation volontaire. Les espaces de la colline faisant l'objet de protection par cette nouvelle action incluent un écosystème forestier, une héronnière, une aire de confinement du cerf de Virginie, des milieux humides, abritant différentes espèces fauniques et floristiques à statut précaire,.